# Замістя (Прилуцький район)
Замі́стя (до 2009 — Замостя) — село в Україні, у Прилуцькому районі Чернігівської області. Населення становило 900 осіб станом на 2019 рік. Входить до складу Сухополов'янської сільської громади.

## Історія
У 1862 році у селищи володарському та козачому Замі́стя були 3 заводи та 131 двір де жило 867 осіб
Найдавніше знаходження на мапах 1869 рік.
У 1911 році у селищи Замі́стя була земська школа та жило 811 осіб
За даними першого загального перепису населення Російської імперії, що відбувся 1897 року, у Замості (записано як «Большое Замостье») мешкало 707 осіб, всі — православні. За статтю жителі розподілялися так: 344 чоловіків і 363 жінки.
1926 року - 1339 жителів.[джерело?]
До 2019 року орган місцевого самоврядування— Замостянська сільська рада.

## Політика

### Парламентські вибори, 2019
На позачергових парламентських виборах 2019 року у селі функціонувала окрема виборча дільниця № 740595, розташована у приміщенні сільської ради.
Результати
- зареєстровано 766 виборців, явка 64,23%, найбільше голосів віддано за «Слугу народу» — 39,01%, за Всеукраїнське об'єднання «Батьківщина» — 26,90%, за Радикальну партію Олега Ляшка — 8,62%[7]. В одномандатному окрузі найбільше голосів отримав Сергій Коровченко (самовисування) — 53,07%, за Дмитра Пахомова (Слуга народу) — 14,14%, за Бориса Приходька (самовисування) — 8,40%[8].

## Населення

### Мова
Розподіл населення за рідною мовою за даними перепису 2001 року:
| Мова       | Кількість | Відсоток |
| ---------- | --------- | -------- |
| українська | 992       | 97.16%   |
| російська  | 21        | 2.06%    |
| румунська  | 7         | 0.69%    |
| білоруська | 1         | 0.09%    |
| Усього     | 1021      | 100%     |

## Пам'ятки
- Курган[d] (II-I тис. до н. е.);
- Поселення Замостя-1[d] (II-I тис. до н. е.);
- Братська могила 6 радянських воїнів[d];
- Могила радянського воїна[d];

## Відомі уродженці
- святитель Іосаф Білгородський, племінник Гетьмана Данила Апостола.
- Завітневич Василь Прокопович (1899—1983) — український педагог, юрист, літературознавець, мовознавець, музикознавець, хоровий диригент.